# Thomas Markmann
Thomas Markmann (* 25. května 1971) je dánský dramatik a spisovatel. V roce 2015 získal Reumertovu cenu (Årets Reumert) udělovanou nejlepšímu dramatikovi roku.

## Životopis
Markmann vyrostl v malém městečku na venkově, kde mimo jiné snil o tom, že se stane astronautem. Než začal pracovat jako dramatik, živil se jako údržbář a herec ve Středověkém centru (Middelaldercentret) v Nykøbing Falster.
V roce 2004 vydal hru Zodpovědný člověk (Den Ansvarlige) a následující rok vydalo nakladatelství Drama jeho hru Bláznivá střela (Vildskud). V roce 2007 absolvoval kurz tvůrčího psaní a dramatiky pořádaný uměleckou institucí Dramatiker Væksthus. Poté začal svou dráhu dramatika v divadle Aarhus Teater. Ještě jako student napsal hru „Žena mrtvého muže“ (Død Mands Kvinde), která byla v rámci výuky uvedena v divadle Odense Teater a stala se tak první profesionálně inscenací jeho díla. Tato hra sklidila divácký ohlas a kladné recenze. Během svého studia byl nejstarším studentem v ročníku, promoval v roce 2010. Následující rok se stal jedním z držitelů Reumertovy ceny v kategorii „Talent roku“ za hru Ach, Romeo (Oh Romeo) uvedenou v divadle Teatret Masken. Hra byla také nominována na cenu za nejlepší dětský herecký výkon.
Thomas Markmann od té doby obdržel několik grantů od výboru pro divadelní umění a výboru pro literaturu udílených dánským Státním fondem kultury (Statens Kunstfond), také dostal čestné stipendium Axela a Magdy Furhových a cestovní stipendium Prebena Harrise. V roce 2015 se podílel na inscenaci své divadelní hry BETON v divadle Aalborg Teater, která získala Reumertovu cenu „Inscenace roku“. Sám Markmann také obdržel cenu „Dramatik roku“. V listopadu 2016 měla v divadle Folketeatret premiéru jeho hra Til (ingen verden) nytte. Markmann je také členem představenstva výboru dánských dramatiků. Jeho divadelní hry se hrají v mnoha dánských divadlech – Aalborg Teater, Odense Teater, Teater Grob, Svalegangen, Teater Vestvolden, Von Baden, Masken.

## Dílo

### Divadelní hry
- Den Ansvarlige (2004)
- Vildskud (2005)
- Dronningernes By (2007)
- Den Arabiske Solsort (2008)
- Giro 413 (2008)
- Død Mands Kvinde (2009)
- Stodder (2009)
- Oh Romeo (2011)
- Far, far Krigsmand (2010)
- Den Arabiske Solsort (2010)
- Dreyer (2012)
- Walden Rekonstrueret (2012)
- Brøl (2013)
- Røverne (2013)
- Zappa Retro (2014)
- Comedy of Errors (2014)
- BETON (2015)
- Små Forstyrrelser (2015)
- Transit (2016)
- Til (ingen verdens) nytte (2016)
- Drengen der ville være vægtløs (2017) / Chlapec, který snil o stavu beztíže (2023); překlad Michal Penc
- Kammerater (2017)
- Beruselse (2017)
- Mig og Tyson (2017)
- Hvad du ønsker (2017)
- Richard d.3 (na motivy hry Williama Shakespeara) (2017)
- Mæt Af Dage (2018)
- Romeo og Julie (na motivy hry Williama Shakespeara) (2018)
- Død over eliten (2019)
- Stor ståhej for ingeting (na motivy hry Williama Shakespeara) (2019)
- Vild med Dans, The Musical (2020)
- Macbeth (na motivy hry Williama Shakespeara) (2020)
- Kød (2021)
- Fisk (2021)
- Frank vender hjem (2021)
- Absolut Shakes (na motivy hry Williama Shakespeara) (2021)
- Argumenter imod kvinder (2022)
- Dynastiet (2022)
- Hamlet (na motivy hry Williama Shakespeara) (2022)
- Valhalla (2023)
- Oh Josephine (2023)
- Nordenfjords (2023)
- Anbragt (2024)
- Bag Facaden (2024)
- Drømmen (2024)
- Rend mig i traditionerne (2024)